# Franco Gagliardi
Francesco Gagliardi, detto Franco (Casole Bruzio, 2 aprile 1947), è un allenatore di calcio e dirigente sportivo italiano.

## Carriera
Dopo gli esordi a metà anni settanta con l'A.S. Cassano allo Jonio, ha allenato nel campionato Interregionale il Francavilla Fontana con cui ha ottenuto il secondo posto nella stagione 1987-1988.
Nel Campionato Interregionale 1988-1989 ha guidato il Pro Matera, terminando la stagione al secondo posto. In seguito nella stagione 1990-1991 è stato allenatore del Kroton nel campionato di Serie C2, conclusosi con la retrocessione dei calabresi.
Successivamente ha allenato la Reggina in Serie B al termine della stagione 1995-1996: è infatti subentrato all'esonerato Giuliano Zoratti, a 9 giornate dal termine del campionato. Grazie a una striscia di quattro vittorie nelle ultime quattro giornate, ottiene la salvezza con la squadra calabrese.
Pur non venendo riconfermato come allenatore, è rimasto tesserato per la Reggina in qualità di osservatore, fatta eccezione per alcune stagioni.
Nella stagione 1996-1997 subentra a stagione in corso a Leonardo Bitetto sulla panchina dei calabresi del Castrovillari, nel campionato di Serie C2, che conclude al nono posto in classifica.
Nel 1998 è subentrato a Giovanni Mei sulla panchina del Catania, in Serie C2 1997-1998. Dopo la parentesi a Catania rientra alla Reggina fino al 2004. Nel 2005 è stato il vice di Sergio Buso al Catanzaro in Serie B. Nelle ultime 3 partite della stagione 2006-2007 e nella stagione 2007-2008 ha allenato la Cisco Roma in Serie C2, venendo esonerato nel febbraio 2008.
Rientrato alla Reggina nel 2008 come coordinatore dello staff degli osservatori, è stato nominato allenatore della squadra insieme a Diego Zanin nel gennaio 2014, al posto dell'esonerato Gianluca Atzori.
Dal 28 agosto 2017 al 30 giugno 2022, ricopre nel Rende Calcio, il ruolo di responsabile dello scouting e consulente tecnico del presidente Fabio Coscarella.